# Judentum in Syrien

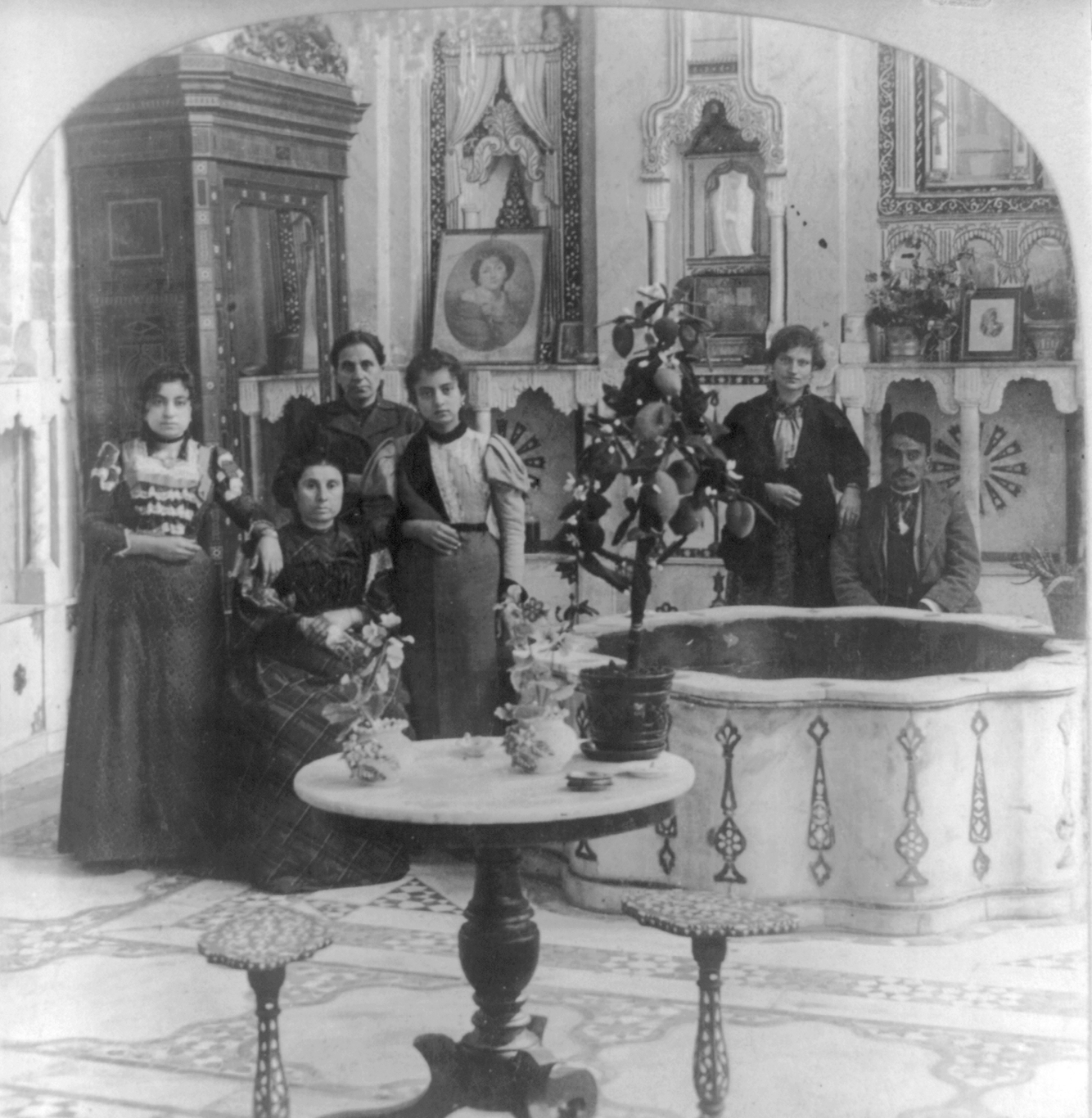
Jüdische Familie in Damaskus, 1910

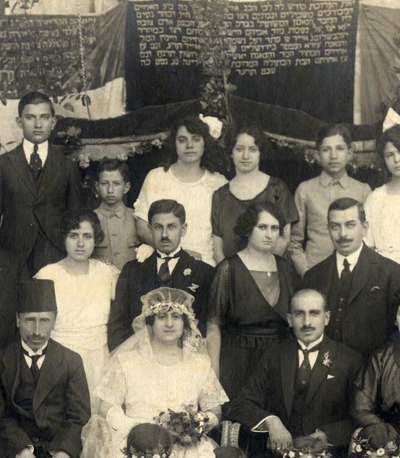
Jüdische Hochzeit in Aleppo, 1914

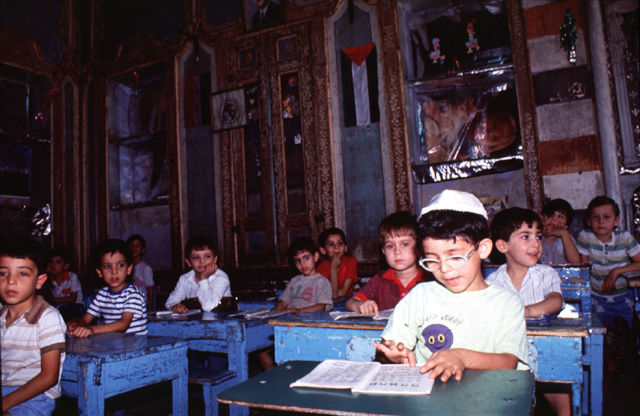
Schüler in der jüdischen Maimonides-Schule, Maison Lisbona, Damaskus (im jüdischen Viertel), 9. Februar 1991

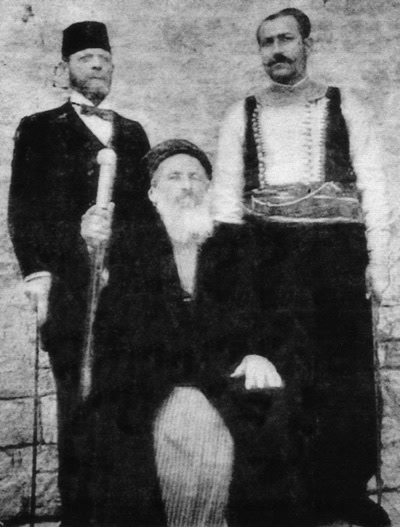
Oberrabbiner Jacob Saul Dweck, Av Beit Din von Aleppo, 1908

Das Judentum in Syrien (hebräisch יהודי סוריה Yehudey Surya; arabisch الْيَهُود السُّورِيُّون al-Yahūd as-Sūriyyūn; in den USA auch SYs '.ɛ.s.w.aɪ.z) hat eine lange Geschichte, die laut Überlieferung mit der Zeit des Königs David beginnt, spätestens aber mit der Römerzeit. Die größten jüdischen Gemeinden gab es in Damaskus (jüdisches Viertel sowie Dschubar) und in Aleppo. Syrien bot Juden wiederholt Zuflucht, so bei den Kreuzzügen und der Reconquista Spaniens, war aber auch Schauplatz von Pogromen wie bei der Damaskusaffäre oder nach der Gründung Israels 1948. Ein Großteil der Juden verließ nach 1948 das Land, und durch den Bürgerkrieg in Syrien seit 2011 sind nur noch sehr wenige Juden in Syrien geblieben, vermutlich etwa zehn (Stand 2025). Ein großer Teil der einstigen Juden Syriens lebt heute in Brooklyn (New York City, USA).

## Jüdische Gemeinden in Syrien
Die größten und ältesten jüdischen Gemeinden gab es in Damaskus und Aleppo. In diesen beiden Städten lebten bis ins 21. Jahrhundert noch Juden, von denen wegen des syrischen Bürgerkriegs nur noch sehr wenige geblieben sind.
Im südöstlichen Teil der Altstadt von Damaskus befindet sich das traditionelle jüdische Viertel, in dem es an Synagogen unter anderem die al-Menarscha-Synagoge (كنيس المنشارة), die al-Racqy-Synagoge (كنيس الراكي) und die al-Farandsch-Synagoge (كنيس الفرنج), die „Fränkische Synagoge“, gibt. Nur in der letztgenannten finden als einziger in ganz Syrien noch Gottesdienste statt.
Ein Jahrhunderte altes jüdisches Zentrum in Syrien war bis ins 19. Jahrhundert das Dorf Dschubar zwei km nordöstlich der Stadtmauern von Damaskus, das heute ein Stadtteil der Hauptstadt ist. Die laut Überlieferung 720 v. Chr. von den Propheten Elija und Elischa gegründete Elijahu-Hanavi-Synagoge wurde nach dem Exodus der Juden 1948 vom Staat „konfisziert und als Schule für palästinensische Flüchtlingskinder zweckentfremdet.“ 2013 wurde diese uralte Synagoge im syrischen Bürgerkrieg von der bewaffneten Opposition, die in dieser Zeit das Gebiet von Ost-Ghuta mit der Synagoge kontrollierte, dem Erdboden gleichgemacht.

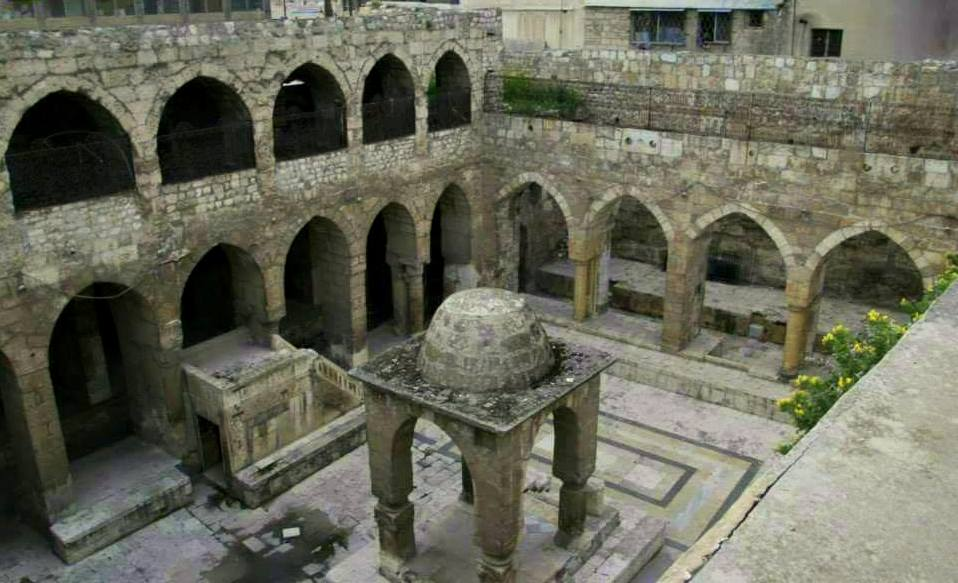
Zentralsynagoge von Aleppo 2011

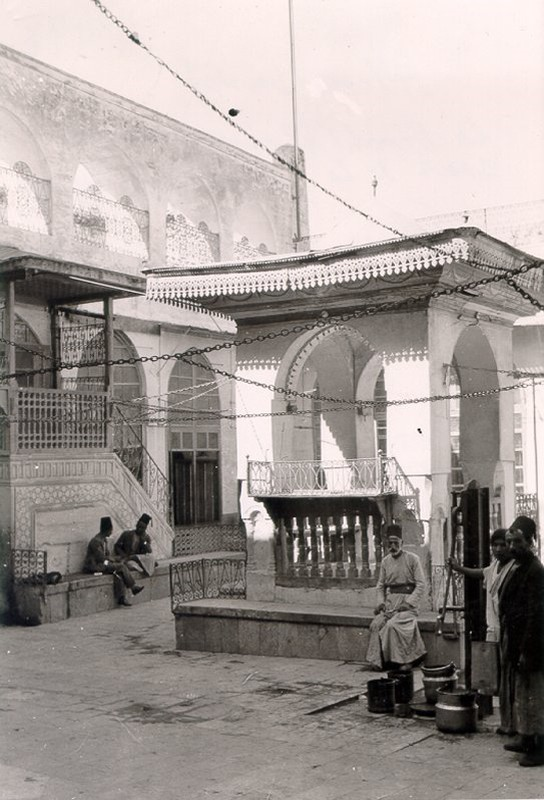
Zentralsynagoge von Aleppo vor 1940

Die jüdische Gemeinde von Aleppo hatte als zentrales Gotteshaus die auch als al-Bandara-Synagoge bekannte Joab-Synagoge (hebräisch בית הכנסת המרכזי בחאלֶבּ, arabisch كنيس حلب المركزي, DMG Kanīs Ḥalab al-Markazī, auch كنيس البندرة), die aus dem 5. Jahrhundert nach Chr. stammte und ursprünglich im 10. Jahrhundert v. Chr. vom General des Königs David, Joab ben Zeruiah, gegründet worden sein soll. In ihr wurde seit dem 14. Jahrhundert der Codex von Aleppo aufbewahrt. Sie wurde beim Pogrom von Aleppo im Dezember 1947 ebenso wie zehn weitere Synagogen gebrandschatzt, steht aber bis zum heutigen Tag. Unter Hafiz al-Assad wurde diese Synagoge 1992 mit Geldern aus New York City restauriert. Unter Baschar al-Assad fanden hier 2008 auch Kaddisch und Kohanim-Gebete statt.
Eine weitere relativ große jüdische Gemeinde im 20. Jahrhundert gab es in der nordostsyrischen Stadt al-Qamischli.

## Gruppen von Juden in Syrien
Die in Palästina und in Syrien seit alters her lebenden, Arabisch sprechenden Juden wurden als Musta'arabim („Arabischsprecher“) oder Moriscos bezeichnet. Ein erheblicher Teil der Juden Syriens waren Sephardim, die durch die Vertreibung aus Spanien nach dem Fall von Granada 1492 ins Land kamen und lange ihre jüdisch-spanische Sprache bewahrten, das Ladino (Judenspanisch). Viele von ihnen nahmen leitende Funktionen ein, so etwa fünf aufeinander folgende leitende Rabbis in Aleppo aus der Familie Laniado. Als dritte große Gruppe kamen ab dem 17. Jahrhundert die europäischen Juden aus Italien und Frankreich meist als Händler dazu, die als die „Herren Franken“ (Señores Francos) bekannt wurden. Diese behielten großenteils ihre Staatsangehörigkeit bei und waren dadurch nicht als Dhimmis der islamischen Gerichtsbarkeit, sondern den europäischen Konsulargerichten gemäß den Kapitulationen des Osmanischen Reiches unterworfen.

## Geschichte
Im Gebiet des heutigen Syriens gab es Juden seit der Zeit des Königs David rund ein Jahrtausend vor Christi Geburt. In der Römerzeit lebten in Damaskus zur Zeit Jesu etwa 10.000 Juden. Im ersten jüdisch-römischen Krieg wurden viele Juden von heidnischen Einwohnern der Stadt getötet. Im fünften Jahrhundert, als das Christentum bereits Staatsreligion im Römischen Reich war – in der Zeit des Talmud – predigte Rabbi Rafram bar Pappa in der Dschobar-Synagoge unweit der Stadt Damaskus.
Die islamische arabische Herrschaft begann in Syrien mit der islamischen Eroberung von Damaskus 636 und der von Aleppo 639. Die Juden in Syrien wurden so nun wie die Christen „Schutzbefohlene“ (Dhimmis), die Dschizya zahlten.
Nach der Eroberung Jerusalems im Ersten Kreuzzug 1099 flohen etwa 50.000 Juden aus Jerusalem vor den Kreuzrittern nach Damaskus. So wuchs die jüdische Gemeinde in Damaskus zu einer der größten jüdischen Gemeinden der Welt heran. Einen weiteren starken Zustrom von Juden gab es nach dem Fall von Granada 1492, als tausende Juden vor den christlichen Spaniern in den islamischen Herrschaftsbereich flohen. Im 17. bis zum 19. Jahrhundert ließen sich wiederum viele Juden aus Italien und Frankreich als Händler in Damaskus und Aleppo nieder, behielten aber großenteils ihre Staatsangehörigkeit bei, um nicht als Dhimmis der islamischen, sondern der europäischen Konsulargerichtsbarkeit gemäß den Kapitulationen des Osmanischen Reiches zu unterliegen.
Das Verschwinden des Paters Tomaso und seines muslimischen Dieners Ibrahim Amara am 5. Februar 1840 führten zur so genannten Damaskusaffäre, bei der Juden in Damaskus des Ritualmords angeklagt wurden und es zu schweren Ausschreitungen gegen die Juden kam.
Nach Beginn des Palästinakrieges im November 1947 kam es zu Pogromen gegen die Juden in Syrien. Im Dezember 1947 wurden beim Pogrom von Aleppo nach verschiedenen Angaben 8 bis 75 Juden in Aleppo ermordet, mehrere hundert weitere verletzt und die Hauptsynagoge sowie zehn weitere Synagogen der Stadt niedergebrannt.
Auch nach der Gründung des Staates Israel am 14. Mai 1948 fanden judenfeindliche Aktionen statt, die zu Todesopfern und zur Vertreibung der Juden führten. Bei dem Angriff auf die Menarscha-Synagoge im jüdischen Viertel von Damaskus durch muslimische Täter am 8. August 1949 starben zwölf Menschen, und viele Juden verließen die Stadt fluchtartig in Richtung Israel.
Die Juden im unabhängigen Syrien lebten unter strengen Restriktionen. So durften Juden keine Immobilien verkaufen; wenn sie aber das Land verließen, so wurde ihr Eigentum eingezogen. Sie durften nicht Mitglieder der Sicherheitsorgane werden und nur Einzelpersonen, nicht jedoch ganze Familien, durften außer Landes reisen. 1992 lebten noch etwa 4000 Juden in Damaskus. Ab dem Pessach-Fest 1992 gestattete die Regierung von Hafiz al-Assad den Juden Syriens die Ausreise, wenn sie versicherten, nicht nach Israel auszuwandern. Innerhalb weniger Monate wanderte ein großer Teil von ihnen in die Vereinigten Staaten, insbesondere nach Brooklyn (New York City, USA) aus, einige wenige nach Frankreich und in die Türkei. Die ehemaligen jüdischen Wohngegenden in Syrien wie das jüdische Viertel von Damaskus verwahrlosten. Die al-Farandsch-Synagoge im jüdischen Viertel von Damaskus ist die letzte Synagoge Syriens, in der im Jahre 2020 noch Gottesdienste stattfinden.

## Syrisch-jüdische Einwanderer in den USA
Im New Yorker Stadtteil Brooklyn soll im Jahre 2007 die Anzahl syrischstämmiger Juden 75.000 Menschen betragen haben – konzentriert in einem Gebiet von Avenue I bis Avenue V sowie von Nostrand Avenue bis 6th Street. Diese Gemeinschaft wird als in sich sehr geschlossen beschrieben.